# Hornera fibrosa
Hornera fibrosa är en mossdjursart som beskrevs av Reuss 1865. Hornera fibrosa ingår i släktet Hornera och familjen Horneridae. Inga underarter finns listade i Catalogue of Life.